# Else Christophersen
Pour les articles homonymes, voir Christophersen.
Else Christophersen (née le 11 février 1915 à Christiania, morte le 3 juillet 1968 à Oslo) est un cavalière norvégienne de dressage.
Else Christophersen vient d'une famille de sportifs : sœur de Tor Arneberg et de Vibeke Lunde qui est l'épouse de Peder Lunde et la mère de Peder Lunde, Jr., grand-tante de Jeanette Lunde.

## Carrière
Else Christophersen participe aux Jeux olympiques d'été de 1952 à Helsinki où elle est 15e de l'épreuve individuelle.
Elle participe à nouveau aux Jeux olympiques d'été de 1956 à Stockholm où elle est 13e de l'épreuve individuelle et 7e de l'épreuve par équipe en compagnie d'Anne-Lise Kielland et Bodil Russ.
Elle a pour club l'Oslo Rideklubb.